# Verkiezingen voor het Europees Parlement 2009/Kandidatenlijst/MR
Dit is de kandidatenlijst van de Belgische MR voor de Europese verkiezingen van 2009. De verkozenen staan vetgedrukt.

## Effectieven
1. Louis Michel
2. Frédérique Ries
3. Olivier Chastel
4. Rachida Attar
5. Damien Thiéry (FDF)
6. Sophie Mathieu
7. Carine Gol-Lescot
8. Philippe Monfils

## Opvolgers
1. Gérard Deprez
2. Laetitia Brogniez
3. Olivier Destrebecq
4. Sophie Delettre
5. Delphine Bourgeois (FDF)
6. Bernard Clerfayt (FDF)